# Ouï (Irtych)
Pour les articles homonymes, voir Oui.
L'Ouï (en russe : Уй) est une rivière de Russie qui coule dans les oblasts d'Omsk et de Novossibirsk. C'est un affluent de l'Irtych en rive droite, donc un sous-affluent de l'Ob.

## Géographie
La rivière naît dans la zone sud des marais de Vassiougan. Dès le début elle se dirige d'est en ouest (au nord du bassin de la Tara et parallèlement à celle-ci), direction qu'elle maintient tout au long de son parcours de 387 kilomètres. Son bassin est en grande partie couvert par la taïga ou forêt sibérienne. Elle se jette dans l'Irtych au niveau de la petite localité de Pologroudovo.
L'Ouï gèle à partir de la fin du mois d'octobre ou du début de novembre, et ce jusqu'à la seconde quinzaine d'avril.

## Hydrométrie - Les débits mensuels à Bajenovo
Le débit de l'Ouï a été observé pendant 46 ans (durant la période 1954-1999) à Bajenovo, localité située à 48 kilomètres en amont de son confluent avec l'Irtych. 
Le débit inter annuel moyen ou module observé à Bajenovo durant cette période était de 19,9 m3/s pour une surface de drainage de 6 650 km2, soit plus ou moins 99 % du bassin versant de la rivière qui en compte 6 700. La lame d'eau écoulée dans ce bassin versant se monte de ce fait à 94 millimètres par an, ce qui doit être considéré comme assez médiocre.
Rivière alimentée en grande partie par la fonte des neiges, mais aussi par les pluies d'été et d'automne, l'Ouï est un cours d'eau de régime nivo-pluvial. 
Les hautes eaux se déroulent au printemps et au début de l'été, du mois d'avril au mois de juin, ce qui correspond au dégel et à la fonte des neiges du bassin. Dès le mois de juin, le débit baisse fortement, mais reste assez confortable tout au long du reste de l'été et de l'automne. Un petit rebond, de faible ampleur il est vrai, a même lieu au mois d'octobre et est lié aux précipitations automnales ainsi qu'à la moindre évaporation en cette saison.
À partir du mois de novembre, le débit de la rivière baisse à nouveau, ce qui mène à la période des basses eaux. Celle-ci a lieu de décembre à mars inclus. 
Le débit moyen mensuel observé en février (minimum d'étiage) est de 6,0 m3/s, soit environ 7,5 % du débit moyen du mois de mai, maximum de l'année (77,8 m3/s), ce qui montre l'amplitude, assez modérée pour la Sibérie, des variations saisonnières. Sur la durée d'observation de 46 ans, le débit mensuel minimal a été de 3,33 m3/s en février 1982, tandis que le débit mensuel maximal s'élevait à 178 m3/s en mai 1971.
En considérant la seule période estivale, libre de glaces (de mai à septembre inclus), le débit mensuel minimal observé a été de 4,96 m3/s en septembre 1981.